# بوبینیو
بوبینیو (به لاتین: Bubino) یک منطقهٔ مسکونی در بلغارستان است که در شهرستان ایوالوفگراد واقع شده‌است.